# Juri Iwanowitsch Baldin
Juri Iwanowitsch Baldin (russisch Юрий Иванович Балдин, ukrainisch Юрій Іванович Балдін Jurij Iwanowytsch Baldin; * 23. Februar 1932 in Leningrad) ist ein sowjetisch-ukrainischer Bildhauer.

## Leben
Als Neunjähriger wurde Baldin nach Beginn der Leningrader Blockade über den Ladogasee evakuiert und kam in ein Kinderheim in der Oblast Jaroslawl, bis seine Mutter ihn wieder zu sich nehmen konnte. 1942 wurden sie weiter hinter den Ural transportiert. 1944 kehrten sie nach Leningrad zurück. Baldin studierte 1953–1959 an der Leningrader Akademie der Künste Bildhauerei bei Michail Konstantinowitsch Anikuschin. Baldins Diplomarbeit war eine Ostrowski-Skulptur. Baldin und anderen Studenten half Igor Wsewolodowitsch Krestowski, indem er sie bei Restaurierungsarbeiten in Leningrad einsetzte und bezahlte. Baldin wurde Mitglied der Union der Künstler der UdSSR. 1965 verließ er die Akademie ging nach Donezk, da man ihm eine Wohnung und Arbeit versprach. Seine erste größere Arbeit war der Kopf der sowjetischen Partisanin Soja Anatoljewna Kosmodemjanskaja. 1973 wurde er Mitglied der Nationalen Union der Künstler der Ukrainischen SSR.
Baldin schuf in Donezk das Denkmal für die Befreier des Donbass im Komsomol-Park (1984 mit dem Bildhauer Oleksandr Poroschnjuk, den Architekten Wladimir Petrowitsch Kischkan und Michail Jakowlewitsch Ksenewitsch und dem Ingenieur Jefim Leonidowitsch Raigorodezki), das Denkmal für die im Deutsch-Sowjetischen Krieg getöteten Journalisten und Schriftsteller (1990 mit Wladimir Petrowitsch Kischkan), das Tolbuchin-Denkmal am Iljitsch-Prospekt (1995 mit Artur Lwowitsch Lukin), die Gedenktafel für Wassili Semjonowitsch Grossman am städtischen Krankenhaus Nr. 1 (1995 mit Wladimir Petrowitsch Kischkan), das Denkmal für den 1. Sekretär der Oblast Donezk Wladimir Iwanowitsch Degtjarjow (2001 mit Artur Lwowitsch Lukin), das Denkmal des Geheilten an der Traumatologie-Klinik (2001 mit Pawel Wassiljewitsch Tschesnokow), den Krieger der skythischen Skulpturengruppe auf dem Theaterplatz (2003 mit Wladimir Grigorjewitsch Kisseljow), die Melpomene-Statue auf dem Theater (2005), das Denkmal für die Opfer der Nuklearkatastrophe von Tschernobyl (2006 mit Wladimir Stepanowitsch Butschek) und das Holocaust-Denkmal am Lenin-Prospekt (2006 mit Pawlo Issaakowitsch Wigderhaus).
In Mariupol befindet sich Baldins Gedenktafel und Denkmal für Wladimir Semjonowitsch Wyssozki (1998 mit Jefim Wiktorowitsch Charabet). In Horliwka wurde Baldins Gedenktafel für Isaak Emmanuilowitsch Babel angebracht. Auch schuf Baldin eine Büste des Schriftstellers und Dichters Wiktor Wassiljewitsch Schutow.
Bei dem Wettbewerb 2008 für das 2010 in Odessa errichtete Denkmal für die 250 bei der Verteidigung Odessas am 25. August 1941 gefallenen Donezker Bergmänner endete Baldin auf dem dritten Platz gegenüber Alexander Jewgenjewitsch Schamarin auf dem zweiten Platz und dem Gewinner (Geldpreis von 5000 Rubel) Wiktor Fjodorowitsch Piskun.

## Werke

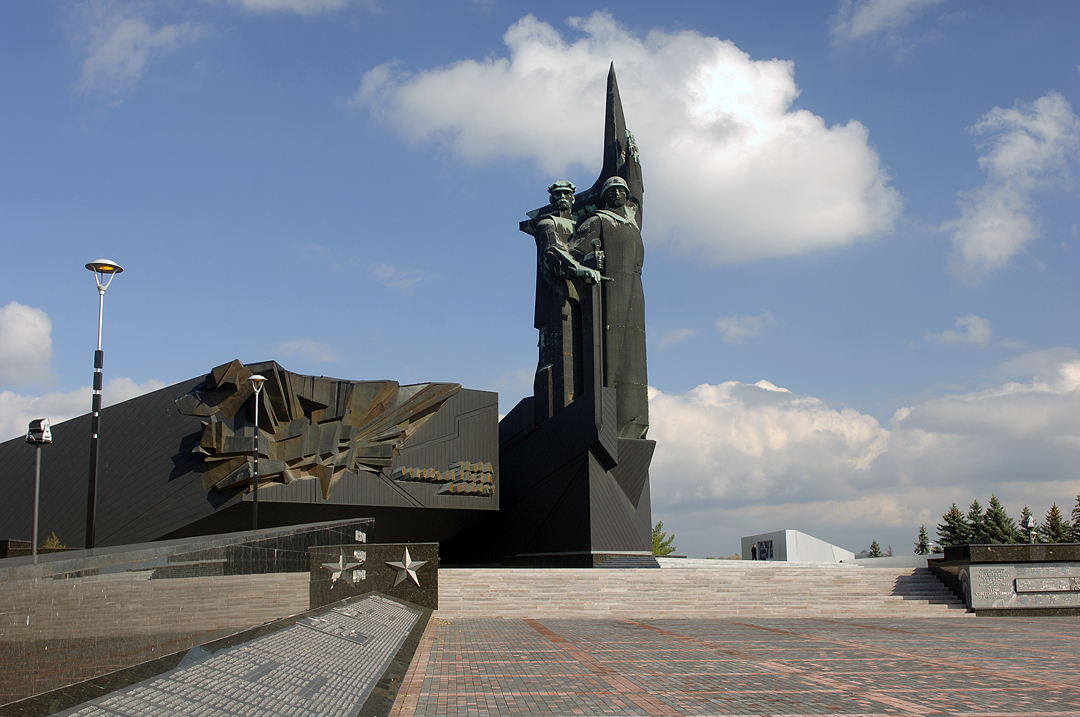
Denkmal für die Befreier des Donbass
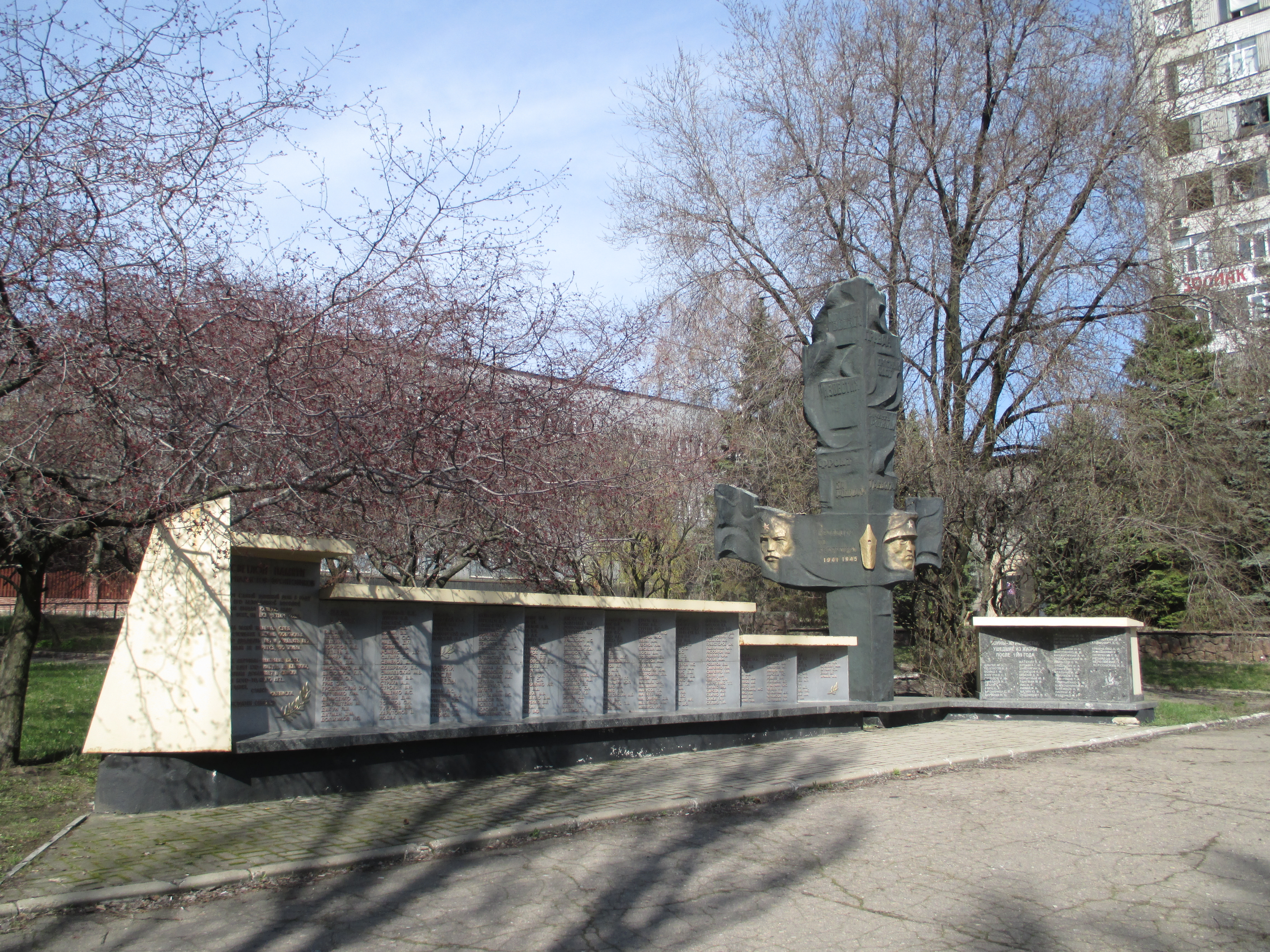
Denkmal für die im Deutsch-Sowjetischen Krieg getöteten Journalisten und Schriftsteller
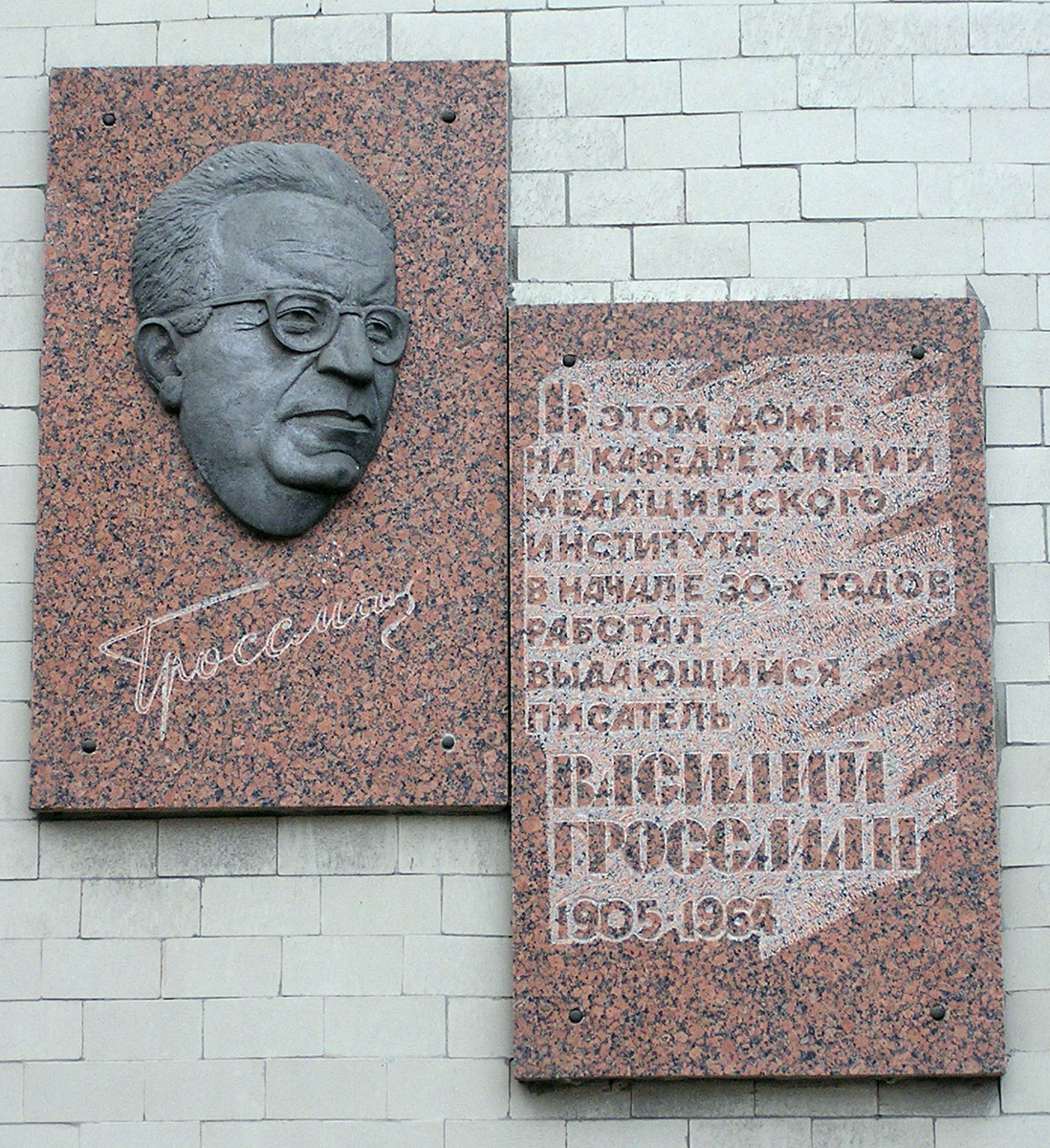
Grossman-Gedenktafel
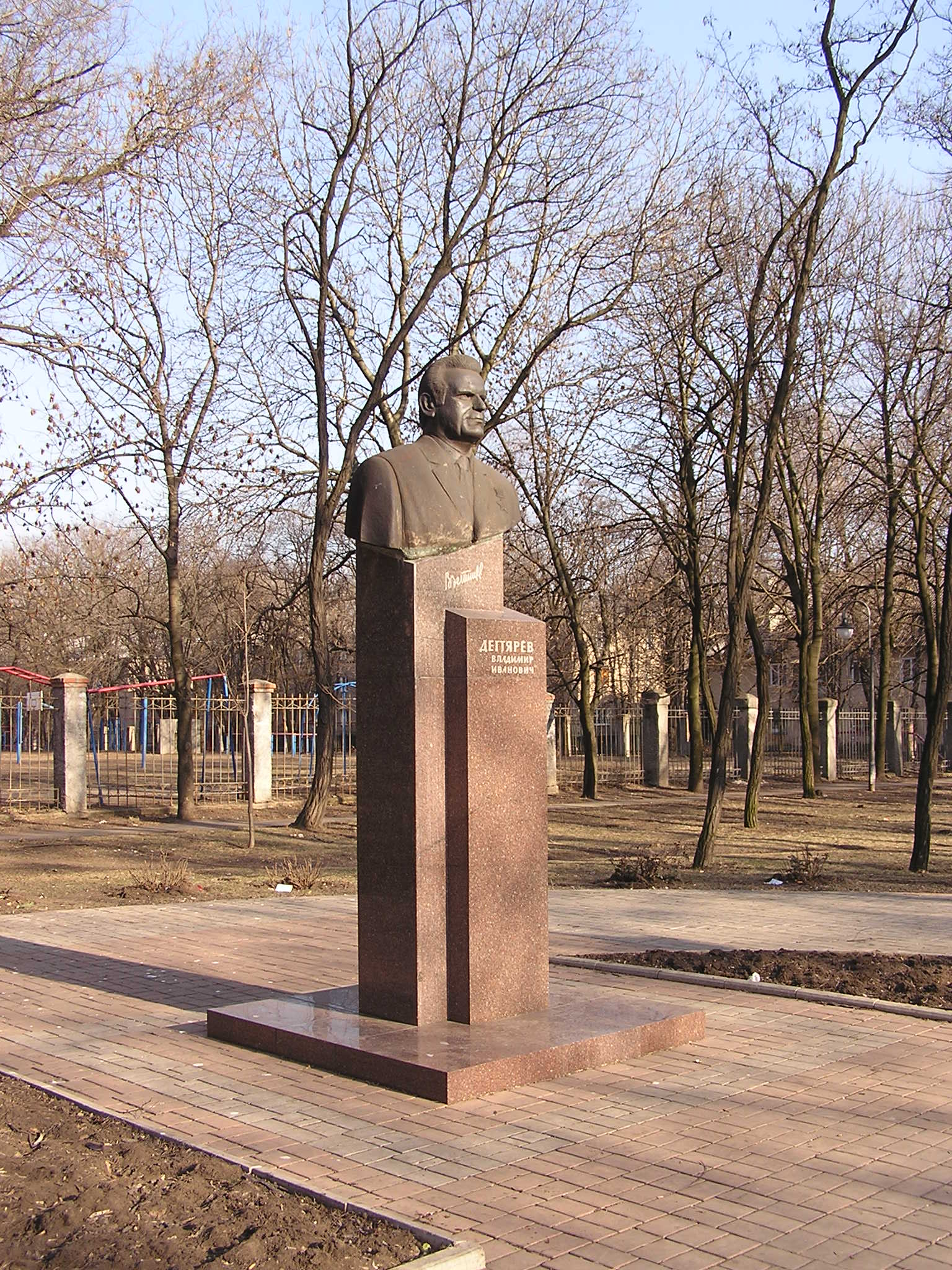
Degtjarjow-Denkmal
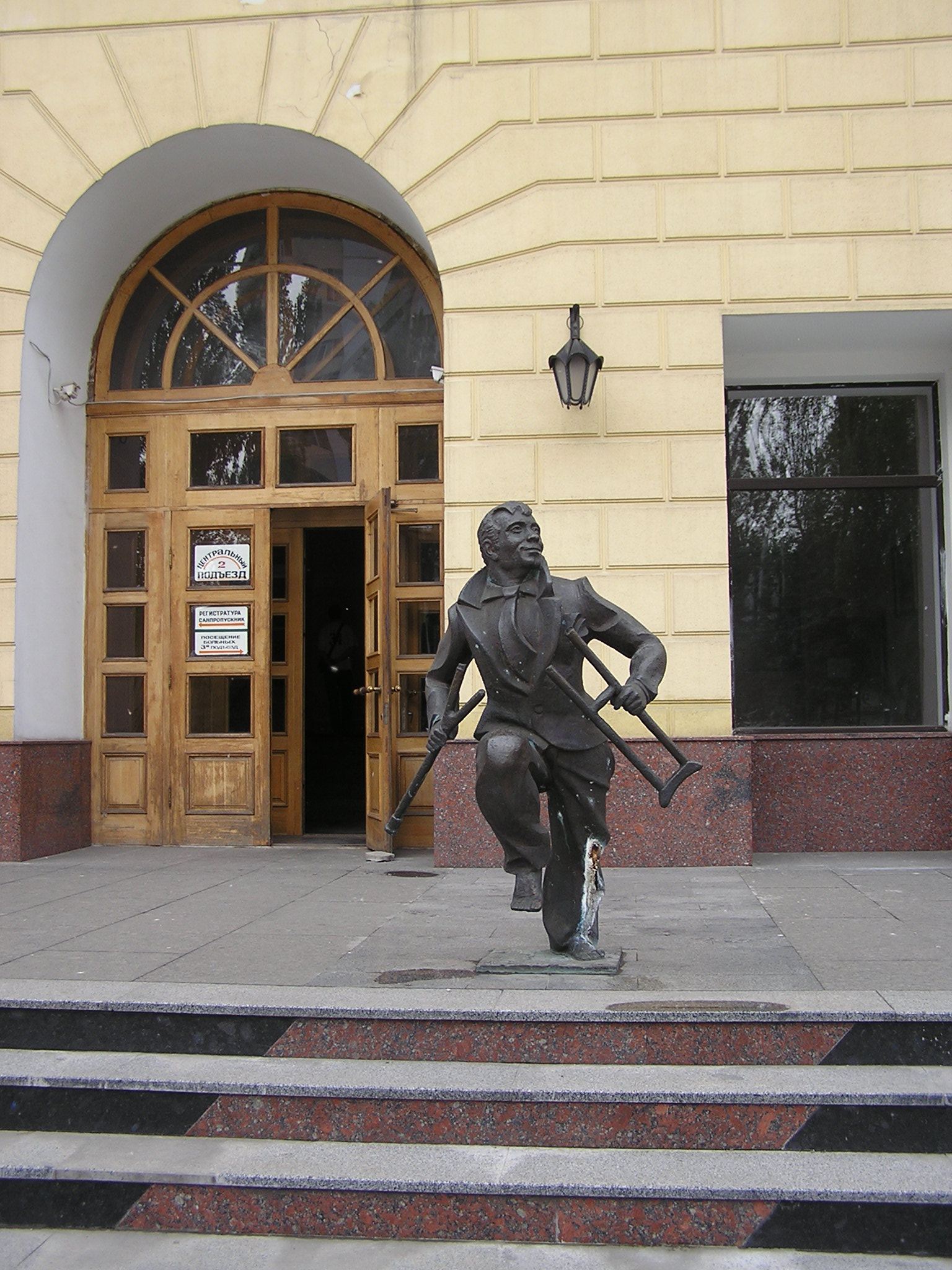
Denkmal des Geheilten
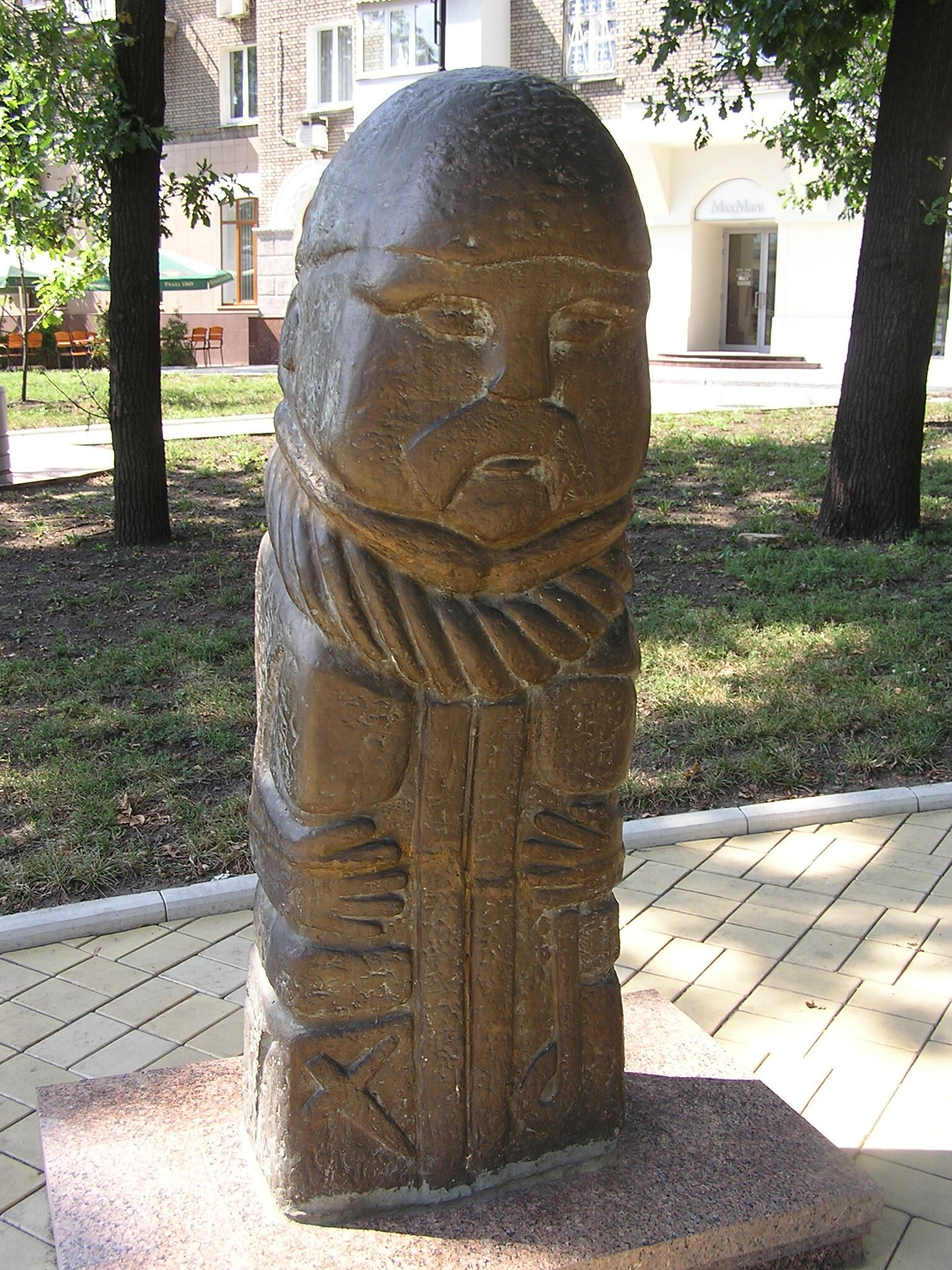
Skythenkrieger
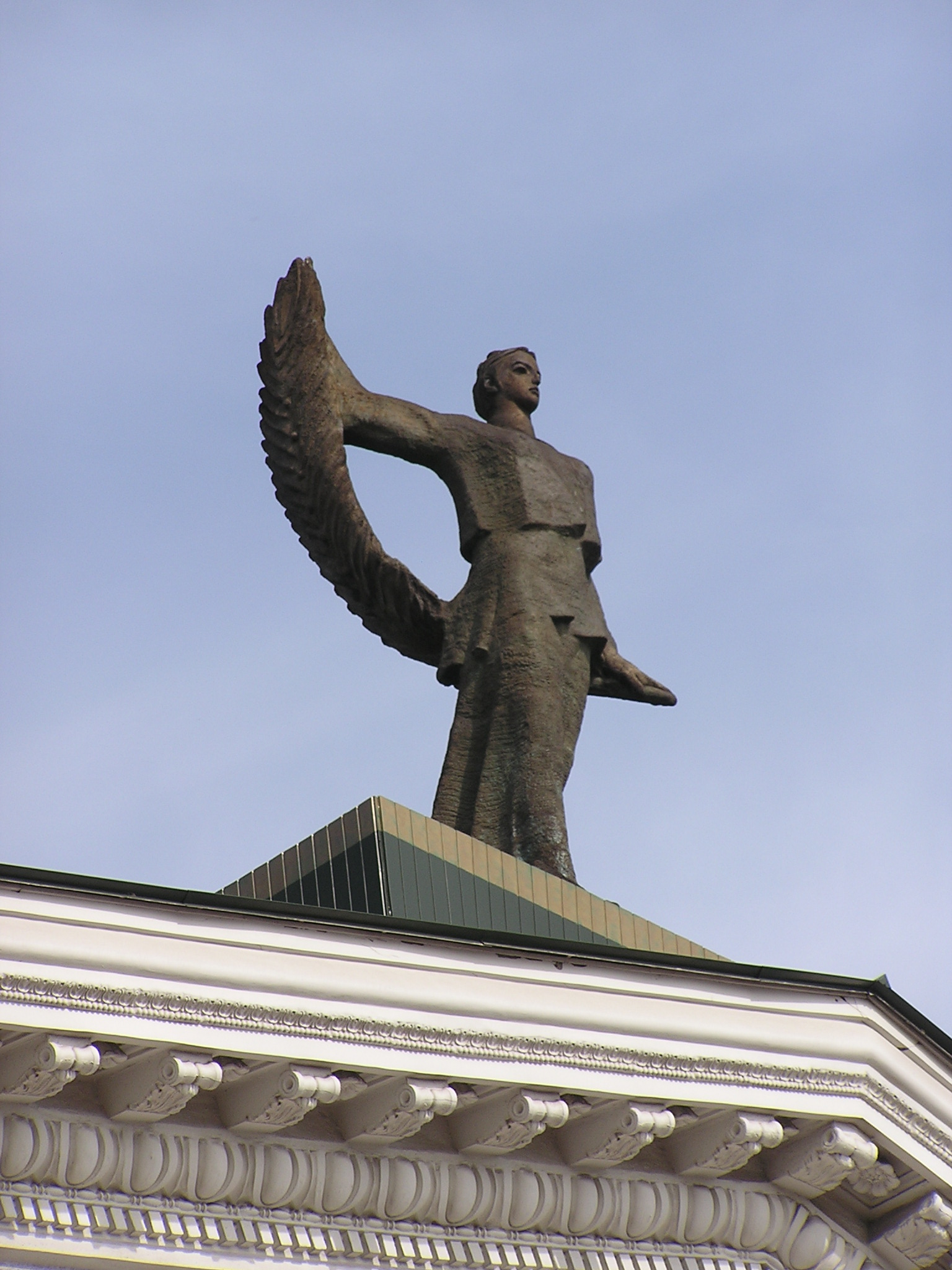
Melpomene-Statue
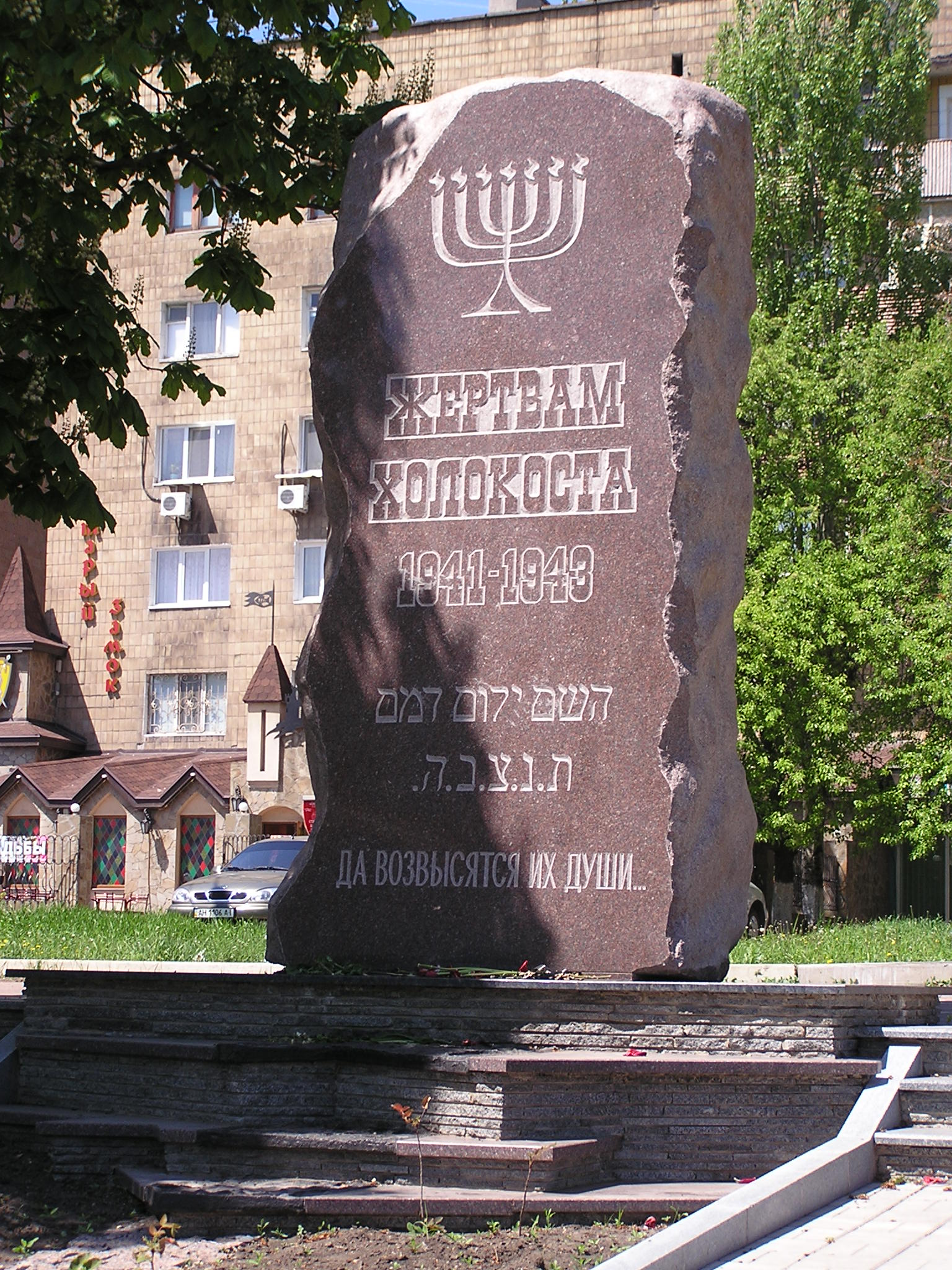
Holocaust-Denkmal